# Singulare tantum
Singulare tantum (l.mn. singularia tantum) – rzeczownik występujący jedynie w liczbie pojedynczej, np.: odzież, miłość, szlachta. Cecha ta wynika często ze specyfiki realiów pozajęzykowych.
Do tej grupy można zaliczyć: 
- nazwy przedmiotów niepoliczalnych: mosiądz, ryż, powietrze;
- określenia pojęć abstrakcyjnych: zawiść, duma, uznanie;
- nazwy geograficzne: Monako, Kilimandżaro;
- nazwy zbiorowe: młodzież, bohema, igliwie, duchowieństwo, chłopstwo;

Niektóre rzeczowniki tego typu mogą przybierać także gramatyczną formę liczby mnogiej, lecz przekształcenie to nie spełnia wymogów odmiany, gdyż zmianom morfologicznym towarzyszą zmiany semantyczne, np: 
- szkło – rodzaj materiału, szkła – okulary;
- miłość – uczucie, miłości – romanse lub ukochane osoby.

Rzeczowniki, które funkcjonują wyłącznie w liczbie mnogiej, określa się jako  pluralia tantum.